# Loh (Bockhorn)
Loh ist eine Einzelsiedlung der Gemeinde Bockhorn im Landkreis Erding in Oberbayern.

## Lage
Die Bundesstraße 388 verläuft 300 Meter nördlich.